# 云南檀栗
云南檀栗（学名：Pavieasia yunnanensis）为无患子科檀栗属下的一个种。其种加词 yunnanensis 意为“云南的”。